# Trachylepis keroanensis
Trachylepis keroanensis (тейтанська мабуя) — вид сцинкоподібних ящірок родини сцинкових (Scincidae). Ендемік Гвінеї.

## Поширення і екологія
Тейтанські мабуї поширені в околицях Керуане на південному сході Гвінеї. Вони живуть в саванах, на висоті від 350 до 700 м над рівнем моря.